# 村井説人
村井 説人（むらい せつと）は、日本の実業家。初代Niantic, Inc.日本法人代表取締役社長。日本ゲーム大賞経済産業大臣賞受賞。

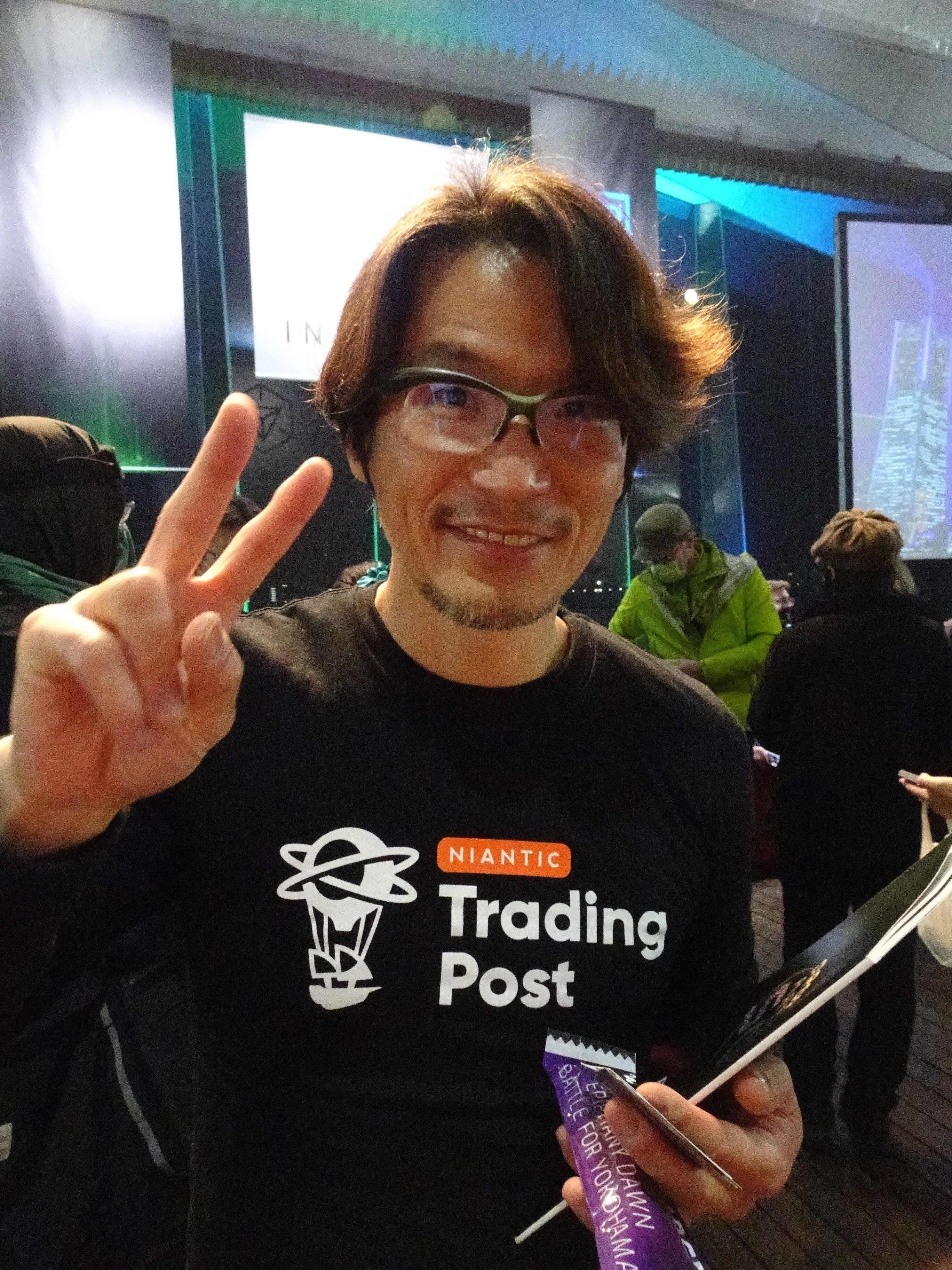
村井説人(2022年12月10日撮影)

## 人物・経歴
東京都生まれ。1997年成城大学経済学部卒業。神田範明ゼミ出身。大学卒業後NTT入社。NTT-Xで都市開発を手掛けたのち、NTTレゾナントプロダクトマネージャーや、GMOアドネットワークス取締役、Google マップパートナーシップ日本統括部長を経て、2015年からNiantic, Inc.が初の海外法人として設立したナイアンティックの初代代表取締役社長を務め、日本でのゲーム展開などにあたった。

## 受賞
- WebグランプリWeb人大賞 2016[6]
- 日本ゲーム大賞経済産業大臣賞 2017[7]